# Theodor Brandt (Theologe)
Ernst Theodor Brandt (* 9. November 1890 in Kaiserslautern; † 12. Juli 1981 in Bad Salzuflen) war ein lutherischer Theologe, Pfarrer und Leiter der Bibelschule des MBK.

## Leben
Theodor Brandt studierte Theologie in Genf, Halle, Berlin und Tübingen. Von 1914 bis 1918 nahm er am Ersten Weltkrieg teil. In Berlin wurde er 1918 zum Lizentiaten der Theologie promoviert. Anschließend war er von 1919 bis 1924 Pfarrer in Küstrin-Neustadt. 1924 war er Mitbegründer der Bibelschule des Bundes der Mädchen-Bibelkreise in Leipzig und leitete diese bis 1934. Während dieser Zeit war er außerdem Direktor des Volksdienstes. Von 1935 bis 1965 war er theologischer Lehrer an der MBK-Bibelschule Bad Salzuflen. Unterbrochen wurde seine Lehrtätigkeit durch seinen Dienst als Offizier der Wehrmacht von 1940 bis 1942. Von 1934 bis 1945 war er außerdem Pfarrer an der St.-Reinoldi-Kirche in Dortmund. Nach dem Krieg war er bis 1960 Pfarrer der evangelisch-lutherischen Gemeinde in Bad Salzuflen sowie Superintendent der lutherischen Klasse der Lippischen Landeskirche. In den 1960er Jahren gehörte Brandt zum „Bethelkreis“ um Hellmuth Frey, der sich gegen die existenziale Interpretation der Bibel der Bultmann-Schule einsetzte und aus dem die Bekenntnisbewegung Kein anderes Evangelium hervorging.
1960 verlieh die Universität Münster ihm die Ehrendoktorwürde.

## Schriften (Auswahl)
- Tertullians Ethik. Zur Erfassung der systematischen Grundanschauung, Wuppertal 1929.
- Der Prophet der Geschichte. Jesaja 40-55, Leipzig 1933.
- als Hrsg. mit Adolf Köberle & Otto Schmitz: Wort und Geist. Studien zur christlichen Erkenntnis von Gott, Welt und Mensch. Festgabe für Karl Heim zum 60. Geburtstag am 20. Januar 1934, Berlin 1934.
- Paulus, ein Knecht Jesu Christi, Bad Salzuflen 1939.
- Jeremia. Ein Deuter unserer Zeit, Bad Salzuflen ²1946.
- Von Amos bis Daniel, Witten 1953.
- Gott hält sein Wort mit Freuden. Tägliche Andachten, 1955.
- Ernst Lohmann. Ein Pionier im Jesu Dienst, Giessen 1962.
- Luthers Seelsorge in seinen Briefen, Witten 1962 (Neuausgabe als Luther als Seelsorger in Briefen und Tischreden, Predigten und Exegesen, Wuppertal 1986).
- Die Kirche im Wandel der Zeit, Wuppertal 1963 (4. Auflage) (Neuausgabe als Basiswissen Kirchengeschichte, Wuppertal 1999).
- Ereignisse und Gestalten. Aus meinem Leben in Kirche und freiem Werk, Wuppertal ²1964.